# Vizegrafschaft Troyes
Die Vizegrafschaft Troyes bestand – als Stellvertreter des Grafen von Troyes – zumindest zwischen dem Ende des 11. Jahrhunderts und der Mitte des 13. Jahrhunderts, als die Grafen von Troyes zumeist auch Grafen von Blois etc. waren.
Vizegrafen von Troyes waren:
- Lituaise, 1096 Vizegräfin von Troyes, heiratete
- Milon de Montlhéry, genannt de Bray oder le Grand, † nach 1102, Herr von Montlhéry und Chevreuse, Vizegraf von Troyes (Haus Montlhéry)
- Milon II. de Bray, † wohl 1118, dessen Sohn, Vizegraf von Troyes 1109/1116–17; heiratete um 1112, geschieden 1113, Lithuaise von Blois, Tochter von Stephan II. Graf von Blois, Chartres, Châteaudun, Meaux und Sancerre (Haus Blois)
- Guy I., Herr von Dampierre, Vizegraf von Troyes, 1116/45 bezeugt, † vor 1152 (Haus Dampierre)
  - Ermenjart de Montlhéry, Erbin der Vizegrafschaft Troyes en partie, † vor 1170/76, Verwandtschaft zu Milon II. nicht bekannt, heiratete
- Clarembaud III., Herr von Chappes, 1171 Vizegraf von Troyes, † vor 1184
- Clarembaud IV., Herr von Chappes, Vizegraf von Troyes, † 1204, dessen Sohn
  - Gautier, 1213/48 bezeugt, dessen Sohn
- Hélissent, 1249/64 bezeugt, Vizegräfin von Troyes, dessen Tochter
- Alix, 1259/1332 bezeugt, wohl bis 1259 Vizegräfin von Troyes-en-partie, deren Schwester
- Jean I. de Dampierre, † 1258, Herr von Dampierre, Vizegraf von Troyes (Haus Dampierre)
- Jean II. de Dampierre, † vor 1307, dessen Sohn